# 紅簾石
紅簾石（こうれんせき、piemontite、piedmontite、ピーモンタイト）は、鉱物（ケイ酸塩鉱物）の一種。緑簾石グループに属し、緑簾石の Fe3+ が Mn3+ に置き換わったもの。化学組成は Ca2Mn3+Al2(Si2O7)(SiO4)O(OH)。単斜晶系。色は紅色。紅簾石片岩（石英片岩の一種）やマンガン鉱床に産する。
イタリアのピエモンテ州・サン＝マルセル（現在はヴァッレ・ダオスタ州）のPrabornaz鉱山でアクセル・フレドリク・クルーンステットにより1758年に発見され、紆余曲折を経て1853年にグスタフ・アドルフ・ケンゴットによりピエモンテ州にちなんで命名された。
紅簾石のカルシウムの半分がストロンチウムに置換するとストロンチウム紅簾石（Piemontite-(Sr)、（CaSrMn3+Al2(Si2O7)(SiO4)O(OH)））となる。また、ストロンチウム緑簾石は名称とは裏腹に赤褐色なので、紅簾石と間違われやすい。なお、マンガンを含んだ緑簾石はしばしば赤みを帯び、紅簾石と誤認されやすい。

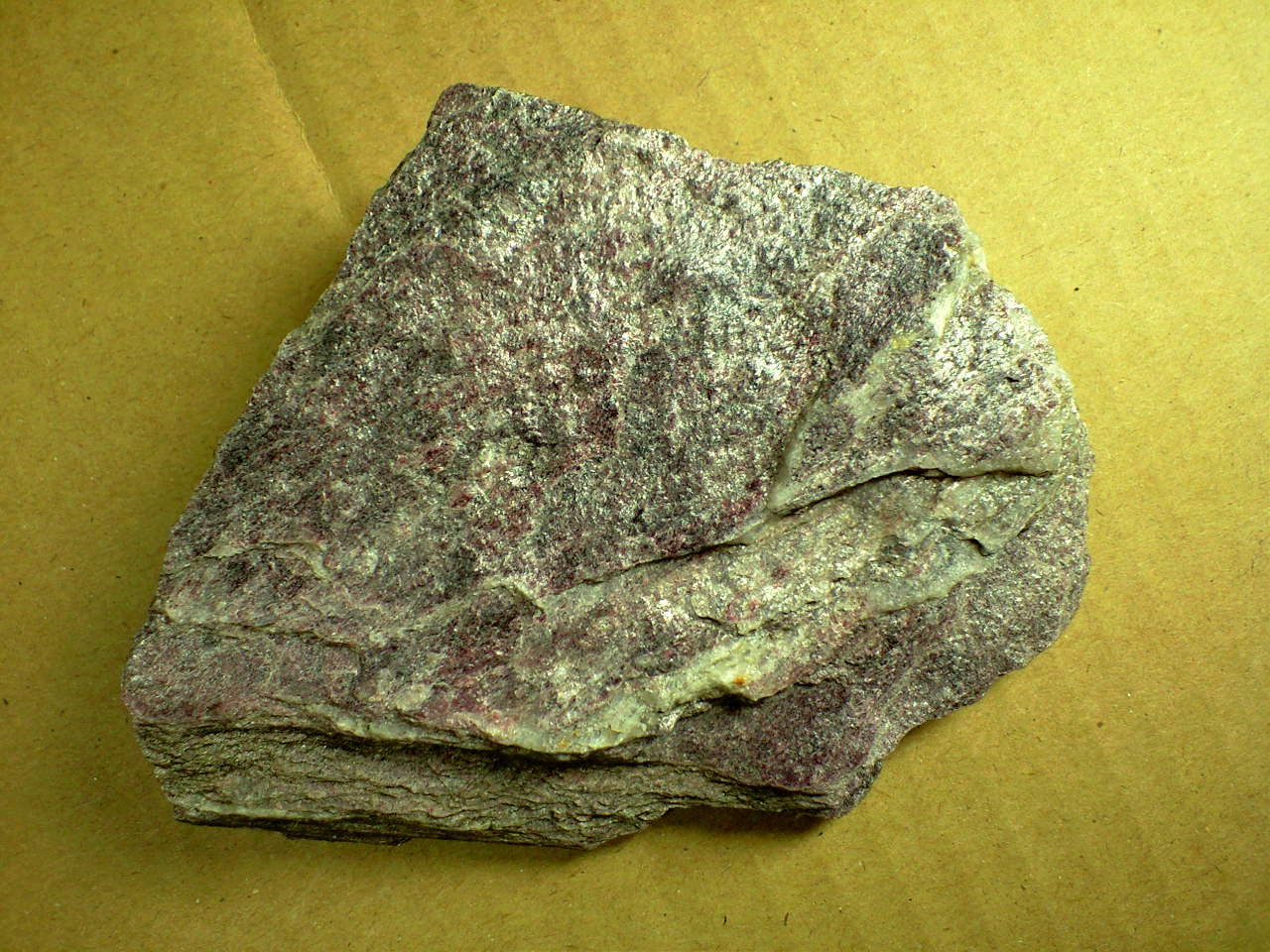
結晶片岩中に微細な紅レン石が入っている